# Red Bull
Red Bull – napój energetyzujący, produkowany przez firmę Red Bull GmbH.
W skład napoju wchodzą m.in. tauryna, sacharoza, glukoza, kofeina, witaminy grupy B oraz inozytol. Nie jest napojem izotonicznym. 100 ml napoju zawiera 32 mg kofeiny.
Obecnie w sprzedaży jest: Red Bull Energy Drink oraz Red Bull Sugar Free (pozbawiony cukru). Napoje te sprzedawane są w puszkach oraz butelkach o pojemności 250 ml. W sprzedaży można spotkać również puszkę Red Bulla o pojemności 355 ml i 473 ml.
W sierpniu 2010 roku został wprowadzony na rynek Red Bull w butelce plastikowej o pojemności 330 ml. W większych placówkach handlowych w sprzedaży są również red bulle w 4-packach (wyłącznie puszki 250 ml)
W styczniu 2010 roku wprowadzono na rynek Red Bull Energy Shot. Jego pojemność wynosi 60 ml, a zawartość kofeiny to 133 mg/100ml. Zawartość kofeiny wynosi 80 mg – tyle co w 250 ml tradycyjnego Red Bulla (o zawartości 32 mg kofeiny na 100 ml).
Firma sprzedała w 2007 roku w 143 krajach 3,5 mld puszek napoju. W 2008 roku wprowadziła do sprzedaży w siedmiu krajach napój o nazwie Red Bull Simply Cola, który ma być produkowany wyłącznie z naturalnych składników.
W 2012 roku Red Bull wprowadził na rynek m.in. niemiecki, brytyjski czy austriacki limitowane serie napojów Red Bulla Blue Edition o smaku borówkowym, Red Edition o smaku żurawinowym oraz Silver Edition o smaku limonkowym. Ponadto w tych krajach także wprowadzono puszki klasycznego Red Bulla o pojemności 473 ml z serii Champions Edition z wizerunkami sportowców sponsorowanych przez Red Bulla jak np. Max Verstappen czy Daniel Ricciardo.

## Historia
Założyciel Red Bulla, Dietrich Mateschitz, po ukończeniu wyższej uczelni został przedstawicielem firmy Blendax (niemieckiego producenta pasty do zębów). Podczas podróży do Tajlandii kupił napój energetyczny o nazwie "Krating Daeng" (Czerwony bizon). Napój ten był produkowany od lat siedemdziesiątych przez firmę TC Pharmaceutical, która została założona w 1962 roku przez Chaleo Yoovidhya na licencji Blendexu. Mateschitz postanowił ściągnąć napój do Europy, jednak zmienił nazwę z "Czerwonego bizona" na "Czerwony byk" (byk to znak zodiaku Mateschitza).
W 1984 roku Dietrich Mateschitz założył wraz z Yoovidhya w Austrii firmę Red Bull GmbH. Obaj włożyli po 500 000 dolarów amerykańskich na rozruch firmy. 49% udziałów w firmie ma Dietrich Mateschitz, tyle samo ma Chaleo Yoovidhya, a 2% ma syn Chaleo Chalerm. Red Bull został wprowadzony do sprzedaży w Austrii w 1987 roku i miał skład zbliżony do Krating Daeng. Wygląd puszki zaprojektował brytyjski grafik Tom Baum.
Badania, jakie zlecił Mateschitz przed wprowadzeniem na rynek, wykazały, że "Ten produkt to katastrofa, ludzie nie zaakceptują jego smaku, logo ani nazwy". Początkowo Red Bull nie został dobrze przyjęty, pojawiały się plotki na temat pochodzenia składników Red Bulla oraz protesty rodziców przeciwko temu napojowi. Jednak dzięki kampanii reklamowej, już w 1988 roku firma sprzedała ponad milion puszek napoju.
Red Bull pojawił się poza granicami Austrii w 1992 roku na Węgrzech i w Słowenii, w 1994 roku rozpoczęto sprzedaż w Niemczech, w roku 1995 w Polsce, a w roku 1997 w Stanach Zjednoczonych. Red Bull sprzedawany jest w ponad 150 krajach.

## Kontrowersje
Red Bull z powodu wysokiej zawartości tauryny i kofeiny był lub ciągle jest zabroniony w sprzedaży w Danii, Norwegii, Urugwaju. W krajach tych sprzedaż została ograniczona do aptek. Niektóre z tych krajów wycofały wspomniane zakazy.
Szwedzka narodowa administracja żywności ostrzega, że nie powinno się mieszać tego napoju z alkoholem oraz pić go po ciężkim wysiłku fizycznym.
Film dokumentalny The Dark Side of Red Bull przedstawia kontrowersje związane z wypadkami podczas prób bicia rekordów.

## Wykorzystanie w sponsoringu

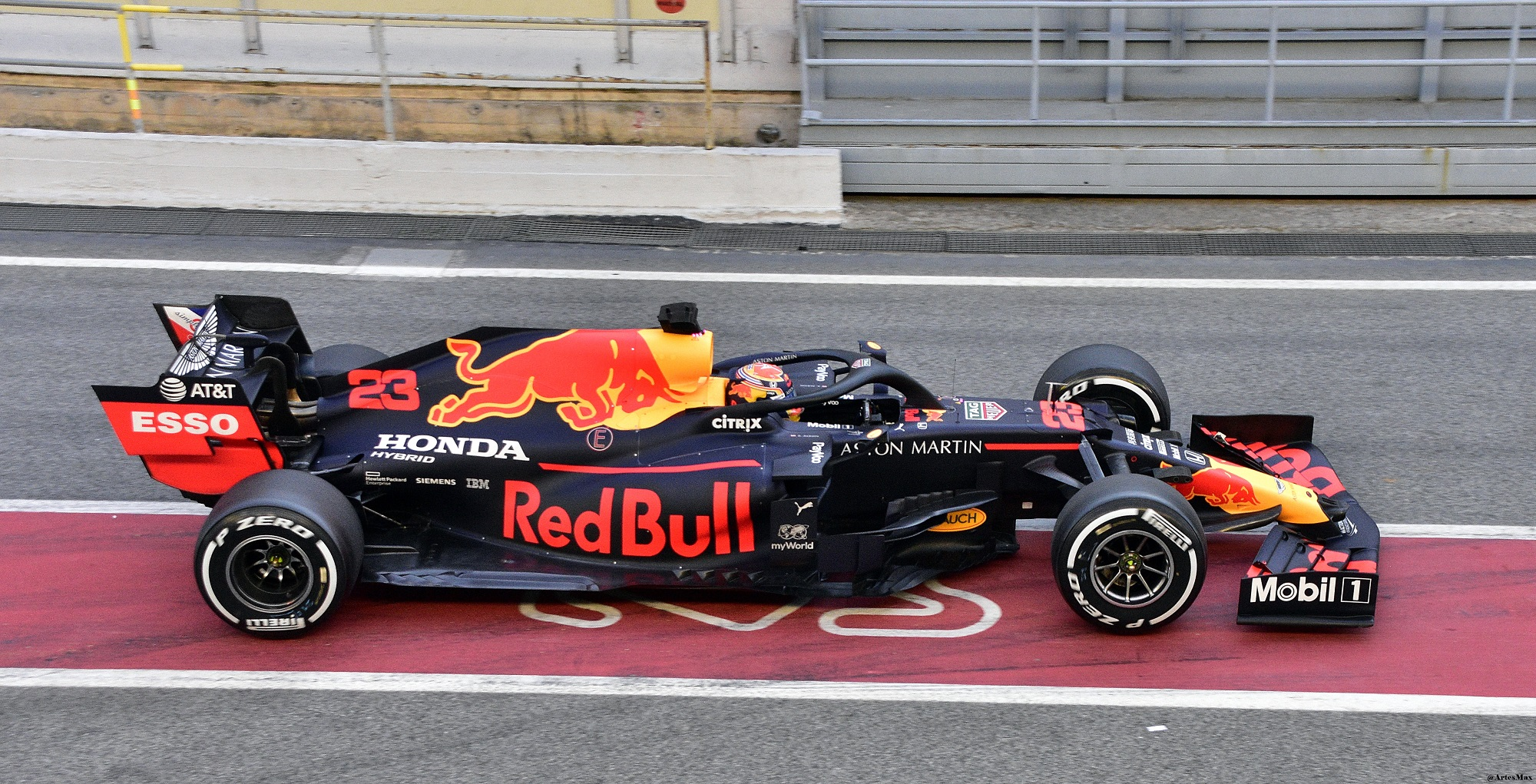
Red Bull RB16 – bolid Formuły 1 zespołu Red Bull Racing

Firma Red Bull od początku swojej działalności sponsorowała sporty ekstremalne, organizowała także różnego rodzaju imprezy. Od roku 1995 zaangażowała się w Formułę 1, sponsorując zespół Sauber. Gdy w 2004 roku Ford postanowił sprzedać zespół Jaguar Racing, kupcem okazał się Dietrich Mateschitz (właściciel Red Bulla). Zespół Red Bull Racing zadebiutował w sezonie 2005. W tym samym roku Red Bull kupił włoski zespół Minardi, którego nazwa została zmieniona na Scuderia Toro Rosso. Zespół Red Bull Racing był wicemistrzem świata konstruktorów w sezonie 2009, 2014 i 2016, a w sezonach 2010–2013 zdobył mistrzostwo świata. Markę tego napoju reklamowała między innymi amerykańska piosenkarka pop-rockowa Kelly Clarkson.
Red Bull obecny jest także w skokach narciarskich. Kask z logo firmy w myśl sloganu: Red Bull doda ci skrzydeł noszą podopieczni austriackiego menadżera Ediego Federera: Thomas Morgenstern i Gregor Schlierenzauer. Podczas konkursów w Japonii w ramach LGP 2010 kask z Red Bullem nosił reprezentant Japonii – Daiki Itō. Wcześniej byli to Adam Małysz i Andreas Goldberger, jednakże zakończyli już oni swoje sportowe kariery. Od LGP w 2018 roku kask z Red Bullem nosi niemiecki skoczek Andreas Wellinger, od LGP 2019 kask z Red Bulla ma również japoński skoczek Ryōyū Kobayashi, a od LGP 2023 Daniel Tschofenig.
Red Bull sponsoruje także dwa kluby sportowe z Salzburga: klub austriackiej Bundesligi Red Bull Salzburg i klub rozgrywek hokeja na lodzie EBEL, EC Red Bull Salzburg. Dodatkowo klub piłkarski amerykańskiej ligi MLS, Red Bull New York oraz zespół Red Bull Barako występujący w filipińskiej lidze koszykówki. W 2009 firma założyła nowy klub w niemieckim Lipsku o nazwie RB Leipzig, poza tym kluby Red Bull Ghana i Red Bull Brasil. Od 2012 firma sponsoruje klub rozgrywek hokeja na lodzie DEL, EHC Red Bull Monachium. W 2013 dwa sponsorowane kluby hokejowe – austriacki z Salzburga i niemiecki z Monachium, pod egidą sponsora Red Bull powołały wspólną drużynę juniorską, która została przyjęta do rosyjskich rozgrywek Młodzieżowej Hokejowej Ligi od sezonu 2013/2014.
Firma wykupiła także prawa do nazw obiektów sportowych jako Red Bull Arena: Red Bull Arena (Salzburg), Red Bull Arena (Harrison) i Red Bull Arena (Lipsk).
Firma Red Bull wspiera również żużlowców Jasona Crumpa, Emila Sajfutdinowa, Macieja Janowskiego, Piotra i Przemysława Pawlickich oraz lodowego motocyklistę Franza Zorna.
Red Bull sponsoruje także wiele zespołów rajdowych, startujących między innymi w Rajdzie Dakar: Volkswagen Motorsport czy Kamaz Master Team.
Red Bull sponsoruje też PŚ w narciarstwie alpejskim w Kitzbühel oraz wyścigi MotoGP na torach Laguna Seca oraz Indianapolis.
Do zawodników kategorii rowerowych sponsorowanych przez Red Bull zaliczają się Paula Gorycka, która uprawia kolarstwo szosowe i cross country, a także Szymon i Dawid Godziek, zawodnicy MTB I freestyle BMX.